# Contea di Ouachita
La contea di Ouachita, in inglese Ouachita County, è una contea dello Stato dell'Arkansas, negli Stati Uniti. La popolazione al censimento del 2000 era di 28 790 abitanti. Il capoluogo di contea è Camden.

## Storia
La contea di Ouachita fu costituita nel 1842.